# Slag bij Barbourville
De Slag bij Barbourville vond plaats op 19 september 1861 in Knox County, Kentucky, tijdens het Zuidelijke offensief in de staat. Na het initiële succes van de Zuidelijken en hun overwinning in deze slag stuurden de Noordelijken troepen om de invasie te stoppen. Bij de Slag bij Kamp Wildcat in oktober werd deze invasie gestopt.
De Zuidelijken onder leiding van brigadegeneraal Felix Zollicoffer probeerden vanuit Tennessee via de Cumberland Gap centraal Kentucky te veroveren. Zo hoopte Zollicoffer een belangrijke grensstaat bij de Zuidelijke confederatie te kunnen voegen. Na een mars van 10 dagen bezette zijn 5.400 sterke eenheid de Cumberland Gap. Hij positioneerde zich bij Cumberland Ford om van daar uit de Noordelijke bewegingen te kunnen aanvallen. Tijdens de zomer hadden Noordelijke sympathisanten hun rekruten bewapend en getraind in Kamp Andrew Johnson nabij Barbourville. Zollicoffer was vastbesloten om dit kamp te veroveren en te elimineren. Hij wilde ook de druk op het leger van Albert S. Johnston verlichten door troepen van Johnstons sector weg te leiden.
In de vroege ochtend en bij dichte mist stuurde Zollicoffer een 800 man tellend detachement onder leiding van kolonel Joel A. Battle naar voren. Wat Battle niet wist, was dat het kamp op 300 gardesoldaten nagenoeg leeg was. Het gros van de rekruten was overgebracht naar kamp Dick Robinson. Toen de Noordelijken Battle en zijn manschappen in het oog kregen, probeerden zij de brug naar het kamp te vernietigen. De sterkte van de aanvallers was doorslaggevend. Het kamp viel in Zuidelijke handen. Zollicoffer liet het kamp en alle gebouwen vernietigen. De Zuidelijken namen alles mee wat bruikbaar was, waaronder wapens en uitrustingen.
De Noordelijken hadden 15 slachtoffers te betreuren, namelijk 1 dode, 1 gewonde en 13 krijgsgevangenen. De Zuidelijken verloren 7 soldaten.